# 稲城砂
稲城砂（いなぎすな）とは、三浦層群に属する細砂層で、多摩丘陵北部地域一帯に分布する火山成砂質土。多摩ニュータウン開発において、その土質工学的な性質が研究、注目されるようになった。その名称は多摩ニュータウン区域の最東部に位置する稲城市に由来する。

## 分布
稲城砂層は洪積層の関東ローム層と御殿峠レキ層の下位に分布し、連光寺互層、平山砂層、および大矢部泥岩層とともに、三浦層群に属する。

## 特徴と利用
土質性状としては、粒径がそろっており、｢均等係数の小さい細砂｣として特徴づけられ、粒度分布の良好な砂に比べると、絞め固めの施工性は劣る。しかし、支持力、地耐力は非常に高く、埋設管防護の埋め戻し材や様々な基礎材などの土木資材として用いられ、高度経済成長期には地下鉄建設などの利用に大量の土砂採取が行われた。
石英と長石を造岩鉱物とし、粒子形状は比較的丸みをおび、細長度0.75、修正円磨度0.42程度である。2µ以下の粒子解析ではハロイサイトが確認されているが、微量であるため、土質工学的な影響は少ないものと考えられている。土壌分析では腐植を欠き、保水性に乏しい弱酸性土である。
粒度組成は砂分が82 - 94%、シルト分は5 - 18%で、均等係数は1.6 -3.1程度である。
飽和度60 - 70％程度の不飽和土であり、自然含水比付近が最適含水比となる。露天の状態では地表流水により浸食されやすく、造成工事などにおいては、勾配や排水処理に留意を要する。
浸食されやすい性状については、適切な勾配、排水処理などに留意すれば安定を保つことができる。また、相対密度70%（間げき比0.805、乾燥密度1.47g/cm3程度）以上に締め固めれば液状化はせず、液状化はしがたい砂といえる。間げき比0.83以下では過剰間げき水圧は上昇せず、この値は通常の施工で容易に得られる値である。こうした性質から、築堤のようなものには不適だが、宅地造成や基礎材などへの利用としては安定したたいへん優れた良質土砂である。
日本住宅公団（現UR都市機構）・社団法人日本宅地開発協会により、｢稲城砂に対する土工設計基準｣が定められている。